# Jan Aleksander Klein
Jan Aleksander Klein (ur. 15 maja 1892 w Łodzi, zm. wiosną 1940 w Katyniu) – podpułkownik piechoty Wojska Polskiego, kawaler Orderu Virtuti Militari, ofiara zbrodni katyńskiej.

## Życiorys
Urodził się 15 maja 1892 w Łodzi, w ewangelicko-augsburskiej rodzinie Aleksandra i Joanny z domu Zachmajer. Po ukończeniu w 1913 szkoły realnej w Warszawie, wstąpił do armii rosyjskiej. Podczas I wojny światowej walczył na froncie, dwukrotnie ranny. Od maja do listopada 1917 należał do Związku Wojskowych Polaków przy XXIX Korpusie armii rosyjskiej. W 1918 wstąpił w stopniu porucznika do Wojska Polskiego. Zweryfikowany do stopnia kapitana, został dowódcą II batalionu 9 pułku Strzelców Wielkopolskich, następnie został przeniesiony do 68 pułku piechoty w Brodnicy. W czasie wojny 1920 r. służył w 67 pułku piechoty. Za walkę o zdobycie Nasielska 16 sierpnia 1920 r. odznaczony Krzyżem Srebrnym Orderu Virtuti Militari.
3 maja 1922 roku został zweryfikowany w stopniu majora ze starszeństwem z dniem 1 czerwca 1919 roku i 410. lokatą w korpusie oficerów piechoty, a jego oddziałem macierzystym był nadal 67 pp. 10 lipca 1922 został zatwierdzony na stanowisku zastępcy dowódcy 67 pp w Brodnicy. W październiku 1931 został przeniesiony do 83 pułku Strzelców Poleskich w Kobryniu na stanowisko dowódcy pułku. W 1936 został przeniesiony do Powiatowej Komendy Uzupełnień Tarnopol na stanowisko komendanta. 1 września 1938 roku  dowodzona przez niego jednostka została przemianowana na Komendę Rejonu Uzupełnień Tarnopol, a zajmowane przez niego stanowisko otrzymało nazwę „komendant rejonu uzupełnień”. Był członkiem organizacji społecznych: Związku Strzeleckiego, Ligi Obrony Powietrznej i Przeciwgazowej, Ligi Morskiej i Kolonialnej, PCK oraz Białego Krzyża.
Po agresji ZSRR na Polskę, 18 września 1939 r. aresztowany w Tarnopolu przez Sowietów. Od 21 października 1939 przebywał w obozie jeniecki NKWD w Putywlu, a od listopada 1939 w obozie w Kozielsku. Między 7 a 9 kwietnia 1940 przekazany do dyspozycji naczelnika smoleńskiego obwodu NKWD – lista wywózkowa 017/3 z kwietnia 1940 r., nr 43.  Został zamordowany między 9 a 11 kwietnia 1940 w Katyniu przez funkcjonariuszy Obwodowego Zarządu NKWD w Smoleńsku oraz pracowników NKWD przybyłych z Moskwy na mocy decyzji Biura Politycznego KC WKP(b) z 5 marca 1940. Ofiary tej zbrodni grzebano w bezimiennych mogiłach zbiorowych, gdzie od 28 lipca 2000 mieści się oficjalnie Polski Cmentarz Wojenny w Katyniu. W miejscu tym prowadzone były ekshumacje i prace archeologiczne. W 1943 jego ciało zostało zidentyfikowane w toku ekshumacji nadzorowanych przez Niemców pod numerem 998 (raport dzienny z 4 maja 1943), a przy zwłokach znaleziono: 5 listów, pocztówkę, fotografię kobiety oraz okulary w futerale. Figuruje na liście Komisji Technicznej PCK pod numerem 0998. W Archiwum Robla w pakiecie 0873-01, wymieniony na niedatowanej liście oficerów w notatniku znalezionym przy szczątkach Tomasza Siwickiego.
5 października 2007 minister obrony narodowej Aleksander Szczygło mianował go pośmiertnie na stopień pułkownika. Awans został ogłoszony 9 listopada 2007 w Warszawie, w trakcie uroczystości „Katyń Pamiętamy – Uczcijmy Pamięć Bohaterów”.

### Życie prywatne
Mieszkał w Tarnopolu. Od 15 listopada 1923 żonaty z Ireną Antoniną Janaszek z Barańskich, z którą miał córkę Danutę.

## Ordery i odznaczenia
- Krzyż Srebrny Orderu Wojskowego Virtuti Militari nr 2973[25]
- Krzyż Walecznych (21 grudnia 1920)[7]
- Złoty Krzyż Zasługi (10 listopada 1928)[26]
- Medal Pamiątkowy za Wojnę 1918–1921[7]
- Medal Dziesięciolecia Odzyskanej Niepodległości[7]
- Odznaka pamiątkowa 67 Pułku Piechoty[7]
- Order Św. Stanisława 3 klasy z mieczami (Imperium Rosyjskie)[7]
- Order Św. Anny 3 klasy z mieczami (Imperium Rosyjskie)[7]
- Order Św. Anny 4 klasy (Imperium Rosyjskie)[7]